# São Francisco do Oeste
São Francisco do Oeste là một đô thị thuộc bang Rio Grande do Norte, Brasil. Đô thị này có diện tích 75,55 km², dân số năm 2007 là 3986 người, mật độ 52,8 người/km².